# تاریخ اجرای قانون
تاریخ اجرا یا لازم‌الاجرا شدن قانون به تاریخی اشاره می‌کند که بر اساس آن  اجرای یک قانون، مقرره، معاهده یا هر سند حقوقی دیگری آغاز می‌شود. این تاریخ معمولا پس از تصویب سند حقوقی است، اما ممکن است همزمان یا حتی پیش از آن نیز باشد. تاریخ تصویب، انتشار یا امضای قانون از طرف مقامات صلاحیتدار معمولا با تاریخ اجرای  آن متفاوت است.